# Гогичаев, Георгий Шотаевич
Гео́ргий Шота́евич Гогича́ев (16 января 1991, Владикавказ, СССР) — российский футболист, вингер.

## Карьера
Заниматься футболом начал в родном Владикавказе, но так и не подписал контракт ни с одним из местных клубов и в 2009 году)стал игроком петербургской «Смены», но из-за ликвидации команды перешёл в «Аланию», которая на тот момент выступала в премьер-лиге. Дебютировал в основном составе 18 июля 2010 года в матче против московского «Локомотива», заменив во втором тайме Виталия Чочиева. В составе студенческой сборной России участвовал во Всемирной Универсиаде 2011 года в Шэньчжэне, где россияне стали четвёртыми. Всего за свой первый сезон на высшем уровне провел 8 матчей, а его команда заняла итоговое 15-е место и вылетела в первый дивизион. В феврале 2012 года был отдан в аренду до конца сезона в фарм-клуб «Алании», «Аланию-Д».
В дальнейшем выступал за владикавказский клуб в первом и втором дивизионах, а также за «Сахалин». Осенью 2016 года сыграл 11 матчей и забил 1 гол в чемпионате Армении в составе «Ширака». С лета 2017 года выступал за молдавскую «Дачию».

## Достижения
Алания:
- Финалист Кубка России: 2010/11